# Таёженский сельсовет
Таёженский сельсовет — сельское поселение в Канском районе Красноярского края.
Административный центр — село Таёжное.

## Население
| 2010 | 2012  | 2013  | 2014  | 2015  | 2016 | 2017 |
| ---- | ----- | ----- | ----- | ----- | ---- | ---- |
| 1099 | ↘1076 | ↘1050 | ↘1028 | ↘1010 | ↘992 | ↘974 |

## Состав сельского поселения
В состав сельского поселения входит один населённый пункт — село Таёжное.

## Местное самоуправление
Таёженский сельский Совет депутатов
Дата избрания: 14.03.2010. Срок полномочий: 5 лет. Количество депутатов:  10
Глава муниципального образования
- Мучкин Анатолий Дорофеевич. Дата избрания: 14.03.2010. Срок полномочий: 5 лет